# 機関保証
機関保証（きかんほしょう）とは、保証料を支払うことによって法人が連帯保証人の役割を果たす制度。信用保証とも。対義語は自然人保証、保証人である。
保証を請け負う法人には保証機関（信用保証協会などの団体）・保証会社（信用保証会社）があり、俗に保証屋などと呼ばれる。金融機関の系列で保証会社を設け、事業者向け融資や住宅ローンなどの大口融資の保証を行っているのが多く、信用保証会社とも言われる。
銀行などが個人に住宅ローン・マイカーローン・カードローンなどの無担保融資を提供する際には、信販・クレジットカード会社や消費者金融が保証会社として関与し、融資時の信用調査を行う形態が殆どである。また、これらと同様に民間賃貸住宅の契約時や奨学金の貸与にも信用保証が導入されている。
信用保証会社は、債務者が債務不履行に陥った場合、その残債務を債務者に代わって債権者に対し一括で立て替え、債務を清算する契約となっている。これによって債務者の債務が免除されるわけではなく、以降の取引は代位弁済した信用保証会社が取引窓口となり、弁済した信用保証会社へ返済義務を負うことになる。
保証料は借入額が多いほど、また返済期間が長くなるほど高く、信用保証会社によって料金が異なる。貸し手への利息とは別に保証料を支払うものと、貸し手への利息額の中に保証料相当が含まれているものがある。奨学金の場合は、給付額より保証料を差し引く。

## 信用保証業務を行う主な企業

### 独立系
- 全国保証株式会社

### 都市銀行系列
三菱UFJフィナンシャル・グループ
- アコム株式会社
- 株式会社ジャックス
- 三菱UFJローンビジネス株式会社

三井住友フィナンシャルグループ
- SMBCコンシューマーファイナンス株式会社
- SMBC信用保証株式会社

みずほフィナンシャルグループ
- 株式会社オリエントコーポレーション
- みずほ信用保証株式会社

りそなホールディングス
- りそな保証株式会社

三井住友トラスト・ホールディングス
- 三井住友トラスト保証株式会社

### 地方銀行系列
- 静銀信用保証株式会社（静岡銀行）
- ちばぎん保証株式会社（千葉銀行）
- ふくぎん保証株式会社（ふくおかフィナンシャルグループ）
- 北陸保証サービス株式会社（ほくほくフィナンシャルグループ）
- 横浜信用保証株式会社（横浜銀行）

### 第二地方銀行系列
- 四国総合信用株式会社（香川銀行・高知銀行・徳島大正銀行）
- 中国総合信用株式会社（島根銀行・トマト銀行・もみじ銀行・西京銀行）
- 東北総合信用株式会社（北日本銀行・きらやか銀行・仙台銀行・大東銀行・福島銀行）

### 協同組織金融機関系列
信用金庫
- 信金ギャランティ株式会社
- 一般社団法人しんきん保証基金

信用組合
- 全国しんくみ保証株式会社

労働金庫
- 一般社団法人日本労働者信用基金協会

農業協同組合・森林組合・漁業協同組合
- 農業信用基金協会
- 一般社団法人全国農協保証センター
- 協同住宅ローン株式会社
- 独立行政法人農林漁業信用基金
- 漁業信用基金協会